# Recofa
Recofa is een landelijk overlegorgaan van rechters-commissaris in procedures betreffende faillissementen, wettelijke schuldsaneringsregelingen (Wsnp) en surseances van betaling. Recofa valt onder het Landelijk Bureau Voor de rechtspraak (LBVr), dat is gehuisvest in het gebouw van de Raad voor de Rechtspraak in Den Haag aan de Kneuterdijk. Voorheen was het een werkgroep van de Nederlandse Vereniging voor Rechtspraak (NVvR), de beroepsvereniging en vakbond van rechters en officieren van justitie in Nederland. Doel van het overleg is praktische richtlijnen en aanbevelingen te geven voor (stroomlijning van) de rechterlijke procedures, daar waar wetgeving ontbreekt of onduidelijk is.

## Recofa-richtlijnen in faillissementen
De Recofa stelt periodiek de "Richtlijnen voor faillissementen en surseances van betaling" vast. Deze richtlijnen bevatten beginselen en praktische regels die bedoeld zijn ter uniformering van het rolbeleid van rechtbanken. Tevens bevatten zij algemene instructies aan curatoren en bewindvoerders, onder meer ter zake van
- openbare verslaglegging (inhoud, termijnen)
- te volgen procedures bij onderhandse verkoop van activa
- de te voeren tijdregistratie
- honorering van curatoren en faillissementsmedewerkers.

De vaststelling van de richtlijnen vindt plaats in overleg met:
- Insolad, een vereniging van advocaten die gespecialiseerd zijn in het insolventierecht,
- de NOvA, de Nederlandse Orde van Advocaten, en
- de NVB, de Nederlandse Vereniging van Banken.

## Recofa-richtlijnen voor schuldsaneringsregelingen
Het indienen en behandelen van verzoekschriften rondom toepassing van de schuldsaneringsregeling op grond van de Wet schuldsanering natuurlijke personen (Wnsp) vindt plaats volgens de wettelijke regels van het 'Procesreglement verzoekschriftprocedures insolventiezaken rechtbanken'. De Recofa-richtlijnen voor schuldsaneringsregelingen bevatten aanbevelingen voor de verdere behandeling van zulke zaken.

## Recofa-richtlijnen niet bindend
De Hoge Raad bepaalde dat rechters niet gebonden zijn aan de Recofa-richtlijnen, ze moeten worden opgevat als aanbevelingen die zonder enige gehoudenheid kunnen worden overgenomen of niet, dit geheel ter vrijheid van de rechter. De werkgroep Recofa is geen officiële instantie en heeft ook niet de wettelijke bevoegdheid gekregen bindende regels op te stellen voor rechters hoe ze gebruik mogen maken van de hun door de wetgever gelaten discretionaire ruimte. De Recofa-richtlijnen zijn goedgekeurd door het Landelijk Overleg Vakinhoud Civiel en Kanton & Toezicht (LOVCK&T) maar ook dat overleg is niet bevoegd de gerechten te binden. De Recofa-richtlijnen kunnen daarom niet worden aangemerkt als recht in de zin van artikel 79 Wet op de rechterlijke organisatie (RO).

## Vereffeningen erfrecht
Het overleg van Kantonrechters LOVCK&T heeft de aanbeveling gedaan dat bij de vaststelling van loon voor een vereffenaar van een negatieve nalatenschap, aansluiting kan worden gezocht bij de Recofa-Richtlijnen faillissementen. Reden is de vergelijkbaarheid van de procedure voor de zogenaamde 'zware vereffening' met die van een faillissement. Zowel de Recofa-richtlijnen als aanbevelingen van het LOVCK&T hebben geen bindende rechtskracht.